# برنتس (مکلنبورگ-فورپومرن)
برنتس (به آلمانی: Brenz) یک شهر در آلمان است که در لودویگسلوست-پارشیم واقع شده‌است. برنتس ۵۵۵ نفر جمعیت دارد.